# アクイア
アクイア（英：Acquia Inc.）は、米国マサチューセッツ州ボストン市に本社を置く、オープンソースコンテンツ管理システム（CMS, Content Management System）である「Drupal」を使用したデジタルソリューションを中心としたクラウドコンピューティング・サービスの提供企業である。2007年に、Drupalの開発者でもあるドリス・バイタルトとジェイ・バトソンによって設立された。米国の他に、英国、インド、シンガポール、オーストラリア、日本などに拠点を置いている。
アクイア はアマゾン、ニューエンタープライズアソシエイツ、インベスターグロウンキャピタルなどの数多くのベンチャーキャピタルに出資を受けている。その出資額は、2019年現在で1億7350万米ドル（約190億円）を超えた。
2019年には全世界での売り上げが2億米ドル（約220億円）を超えた。
2019年9月24日(米国時間）、企業向けソフトウェア、データ、テクノロジー関連ビジネスに特化した大手投資会社であるVista Equity Partnersによる株式の過半数取得に最終合意したことを発表。
IT分野を中心とした調査・助言を行うガートナー(英：Gartner Inc.)には、2021年版Magic Quadrant for Digital Experience Platformにて「リーダー」に選出されている。

## 日本法人
2018年に日本法人「アクイアジャパン合同会社」を東京都渋谷区に設立。
日本においてもパートナープログラムを提供しており、2021年3月現在で電通アイソバー株式会社、SCSK株式会社、株式会社オプテージなどと提携している。

## 買収
- マウティック（Mautic) - オープンソースマーケティングオートメーションツール。2019年5月買収[13]。
- コヒージョン（Cohesion) - ローコードのDrupalウェブサイトビルダーDX8の開発元。2019年9月4日（米国時間）買収。[14]
- アジャイルワン (AgilOne) - エンタープライズ向けカスタマーデータプラットフォーム（CDP)を提供。2019年12月12日（日本時間）発表。[15]
- ワイデン(Widen) - デジタルアセットマネジメント(DAM)とプロダクトインフォメーションマネジメント（PIM)の提供。2021年9月買収。[16]
- モンシド (Monsido) - Web サイトのアクセシビリティおよび最適化ソリューションをCivicPlusより買収。2023年11月14日発表。[17]

## 主な製品一覧
2021年２月現在、製品は「Drupal Cloud」と「Marketing Cloud」の２つに分けられる。
- Drupal Cloud
  - Dev Studio
  - Site Studio
  - Edge
  - CDN
  - Site Factory
  - Cloud IDE
  - Migrate
  - Coud Platform
  - Monsido
- Marketing Cloud
  - Campaign Studio
  - Campaign Factory
  - Personalization
  - Digital Asset Management (DAM)
  - Customer Data Platform (CDP)

## 受賞
- 「ボストン市に本社を置くソフトウェア企業ランキング」第1位（デロイトコンサルティング）（2012年）[18]
- 「ボストン市に本社を置く企業ランキング」第8位（デロイトコンサルティング）（2012年）[18]
- 「北米にて最も成長の早い会社」（デロイトコンサルティング）（2014年）[19]
- 「Deloitte Fastest 500」（デロイトコンサルティング）（2014年）[19]
- 「Leader in Magic Quadrant for Web Content Management」(ガートナー）（2014-2019年）[20][21]
- 「Strong Performer for Web Content Management System」（フォレスター）（2014年）[22]
- 「Inc 5000: The Most Successful Companies in America」 (Inc Magazine) (2019)[23]
- 「Forbes Cloud 100」(Bessemer Ventures Partners / Salesforce Ventures) (2019年）[24]
- 「Top Places to Work in Massachusetts」(Boston Globe) (2020年）[25]